# Дубинки (Винницкая область)
Дубинки (укр. Дубинки) — село на Украине, находится в Шаргородском районе Винницкой области.
Код КОАТУУ — 0525386305. Население по переписи 2001 года составляет 63 человека. Почтовый индекс — 23543. Телефонный код — 8–04344.
Занимает площадь 1,54 км².

## Адрес местного совета
23543, Винницкая область, Шаргородский р-н, с. Писаревка, ул. Ленина, 4